# Woodstock 23
Pour les articles homonymes, voir Woodstock.
Woodstock 23, aussi appelé Indian Village, est la réserve principale de la Première nation malécite de Woodstock, qui possède également la réserve The Brothers 18, en commun avec 3 autres premières nations.
Elle est située dans le Comté de Carleton, à l'ouest du Nouveau-Brunswick au Canada.

## Toponyme
La réserve est nommée ainsi d'après la ville de Woodstock, située à proximité. La ville est probablement nommée ainsi en l'honneur du vicomte Woodstock, 3e duc de Portland, ou en mémoire de la ville de Woodstock en Angleterre ou encore selon un lieu portant le même nom aux États-Unis.

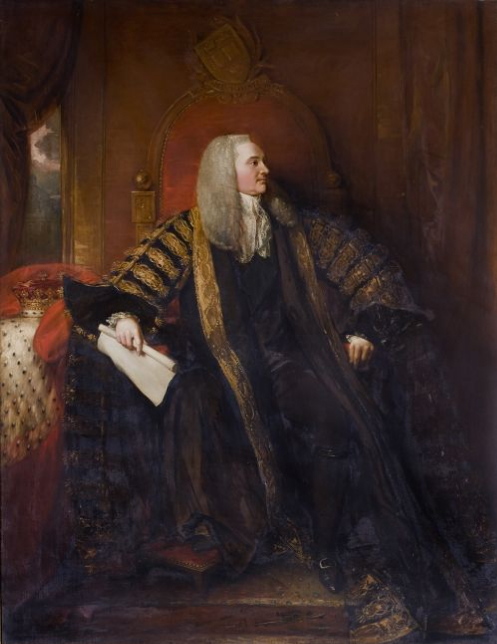
Le vicomte Woodstock.
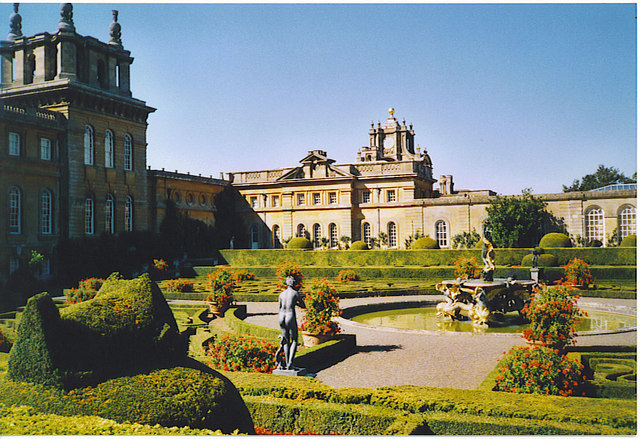
Le palais de Blenheim à Woodstock en Angleterre.

## Histoire
La réserve Woodstock 23 est achetée le 22 mai 1851 par le gouvernement pour les Malécites de Médoctec. La superficie à l'origine est de 200 acres.

## Démographie
Il y avait 338 habitants en 2006 contre 222 en 1996, soit une hausse de 52,3 % en 10 ans.

## Administration

### Représentation et tendances politiques
Nouveau-Brunswick : Woodstock 23 fait partie de la circonscription provinciale de Woodstock, qui est représentée à l'Assemblée législative du Nouveau-Brunswick par David Alward, du Parti progressiste-conservateur. Il fut élu en 1999 puis réélu en 2003 et en 2006.
 Canada : Woodstock 23 fait partie de la circonscription électorale fédérale de Tobique—Mactaquac, qui est représentée à la Chambre des communes du Canada par Michael Allen, du Parti conservateur. Il fut élu lors de la 39e élection générale, en 2006, et réélu en 2008.

## Infrastructures et services
La Woodstock First Nation Pre-School est une école des Premières nations accueillant les élèves de la maternelle. Le bureau de poste le plus proche est à Woodstock.
La réserve est incluse dans le territoire du sous-district 10 du district scolaire Francophone Sud. Les écoles francophones les plus proches sont à Fredericton alors que les établissements d'enseignement supérieurs les plus proches sont dans le Grand Moncton.
Les anglophones bénéficient des quotidiens Telegraph-Journal, publié à Saint-Jean, et The Daily Gleaner, publié à Fredericton. Ils ont aussi accès au bi-hebdomadaire Bugle-Observer, publié à Woodstock. Les francophones ont accès par abonnement au quotidien L'Acadie nouvelle, publié à Caraquet, ainsi qu'à l'hebdomadaire L'Étoile, de Dieppe.